# Ashley Greene
Ashley Michelle Greene (n. 21 februarie 1987, Jacksonville, statul Florida, Statele Unite ale Americii) este o actriță americană, cel mai bine cunoscută datorită interpretării personajului Alice Cullen în seria de filme Twilight.

## Viața personală
Ashley s-a născut în Jacksonville, Florida, și este fiica lui Michelle (care lucrează la o firmă de asigurări) și a lui Joe Greene, un fost soldat în U.S. Marine care acum își are propria afacere. Ashley a copilărit în Middleburg și Jacksonville, și a mers la University Christian School înainte de a se transfera la Wolfson High School, moment în care ea era în clasa a zecea. Mai târziu, Greene s-a mutat în Los Angeles, California, la vârsta de 17 ani în încercarea de a-și realiza o carieră de actorie. Ea are un frate mai mare pe nume Joe, care încă locuiește cu părinții săi în Jacksonville.
Ashley este foarte bună prietenă cu colegii ei de filmări din Twilight, particular Kellan Lutz, pe care ea îl cunoștea dinainte de începerea filmărilor.

## Carieră
Ashley Greene își planificase inițial să devină model, însă datorită înălțimii sale de 165 cm a fost refuzată și i s-a recomandat să se focalizeze pe reclame.
Imediat după ce a terminat cursurile, Ashley s-a îndrăgostit de actorie și a realizat că prefera mai mult actoria decât modelingul. De atunci, Greene a apărut ca invitat în multe emisiuni celebre cum ar fi Punk'd și Crossing Jordan. Șansa cea mai mare de afirmare a lui Ashley a apărut când a fost selectată pentru rolul lui Alice Cullen în Twilight, un film bazat pe nuvela cu același nume a scriitoarei Stephenie Meyer. Ea va interpreta rolul lui Alice și în următoarele filme ale seriei: The Twilight Saga: New Moon(2009) și The Twilight Saga: Eclipse(2010). Ashley și colegul ei de filmări în Twilight, Kellan Lutz, vor filma împreună un nou film și anume Warrior. Greene va apărea de asemenea într-un thriller, Summer's Blood, în care ea deține rolul principal.